# Yuksek
Yuksek, właściwie Pierre-Alexandre Busson – francuski producent muzyczny, remixer i DJ. Jego debiutancki album Away From The Sea został wydany w lutym 2009.

## Dyskografia

### Single
- 2009 – Extraball

### LP
- 2009 – Away from the sea
- 2011 – Living on the edge of time